# Baia (Tulcea)
Pour les articles homonymes, voir Baia.
Baia est une commune du județ de Tulcea en Roumanie.